# Banco de Gaia
Banco de Gaia es el nombre artístico del músico y productor inglés Toby Marks (Londres, 1964)

## Orígenes
En 1978, Toby empezó su carrera musical como batería en un grupo de Heavy metal.
En 1989, después de pasar unos años tocando temas de The Beatles para turistas en Portugal, se compra un sampler con el que empieza a hacer sus pinitos en la música electrónica. Su primer tema es Maxwell House.
La música de Banco de Gaia está principalmente catalogada como ambient dub, pero siempre ha intentado cruzar géneros, usando indistintamente samples y ritmos de música árabe, música asiática, heavy, reggae, rock o trance para crear unos temas de textura profunda y compleja con multitud de capas sonoras.
Desde 1997 hasta 2003, Toby introdujo a varios músicos en Banco de Gaia, aunque, pasadas estas fechas, volvió a componer y actuar solo.

## Discografía

### Álbumes
- Medium (1991)
- Freeform Flutes and Fading Tibetans (1992)
- Deep Live (1992)
- Maya (Planet Dog, 1994) – UK # 34[2]
- Last Train to Lhasa (Planet Dog, 1995) – UK # 31[2]
- Big Men Cry (Planet Dog, 1997) – UK # 77[2]
- The Magical Sounds of Banco de Gaia (1999)
- Igizeh (2000)
- You Are Here (2004)
- Farewell Ferengistan (2006)
- Memories Dreams Reflections (2009)
- Apollo (2013)
- The 9th of Nine Hearts (2016)

Los tres primeros álbumes se grabaron sobre cinta de casete y no están disponibles debido a los problemas con los derechos de licencia de los samples usados.
Álbumes en vivo
- Live at Glastonbury (Planet Dog, 1996) – UK # 87[2]

Álbumes compilatorios
- 10 Years (2002)
- 10 Years Remixed (2003)
- Songs From The Silk Road (2011)
- Rewritten Histories Vol.1 1992 – 1995 (2011)
- Ollopa:Apollo Remixed (2013)
- Rewritten Histories Vol.2 1996 – 2001 (2012)
- Rewritten Histories Vol.3 2002 – 2013 (2014)

### EP
- Desert Wind [Planet Dog] (1993)
- Heliopolis (1994)
- Drunk As a Monk Mixes
- I Love Baby Cheesy (1999)
- Obsidian (2000)
- Zeus No Like Techno / Gray Over Gray (2004)
- Kara Kum Remixes (2006)
- Wimble Toot (2013)
- Apollon (2013)
- All Sleeping (2013)
- For Such a Time (2013)
- Le Foucauld (2016)
- Warp and Weft (2016)